# Knud Knudsen (fotograf)
Knud Knudsen (n. 3 ianuarie 1832, Comuna Odda, Hordaland, Norvegia – d. 21 mai 1915, Bergen, Norvegia) a fost unul dintre primii fotografi profesioniști din Norvegia și un pionier al fotografiei norvegiene.
Lucrările sale includ imagini din cea mai mare parte a Norvegiei ale timpului său, documentând o mare parte din istoria și etnologia norvegiană în cariera sa (1862–1900).

## Biografie
Knudsen s-a născut în Odda, fiind fiul unui negustor care se ocupa și de pomicultură. Cariera sa profesională a început ca funcționar la Bergen, dar în 1862 s-a relocat la Reutlingen pentru a studia pomicultura. S-a reîntors ca fotograf entuziast în anul următor și și-a deschis propria afacere de fotografie la Bergen în 1864. 
Knud Knudsen a lăsat o colecție de 13.500 de negative și aproximativ 20.000 de imprimate, care se găsesc astăzi la The Picture Collection, Biblioteca Universității din Bergen. 

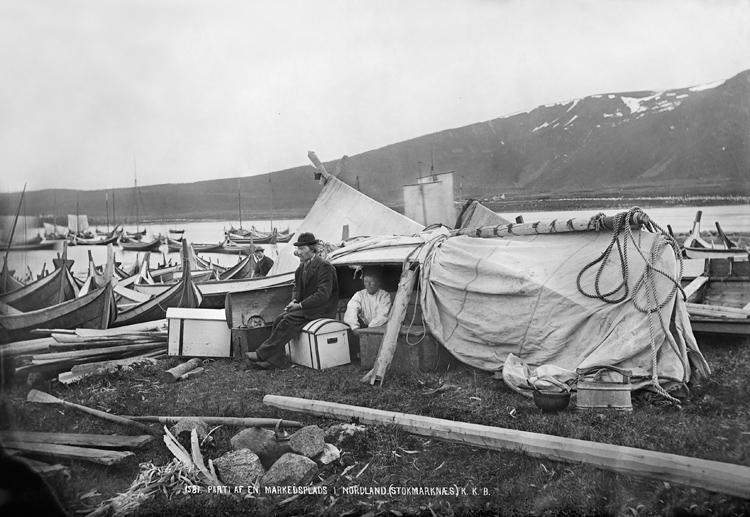
Parte a unui târg din Nordland County, Norvegia 1875/1876

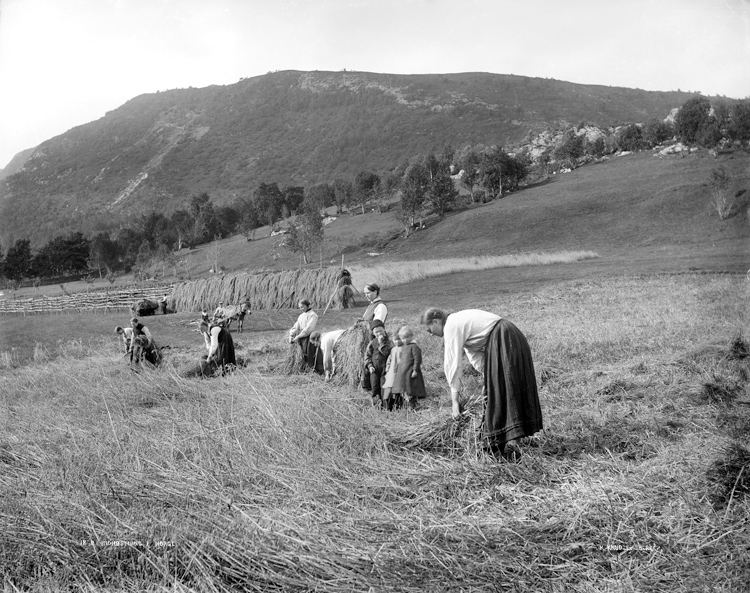
Recoltarea cerealelor în Sunnmøre County, Norvegia 1888/1894